# Czesław Twardowski
Czesław Twardowski (ur. 18 lipca 1898 w Łodzi, zm. 23 maja 1920 w Kozianach) – podchorąży Wojska Polskiego w II Rzeczypospolitej, kawaler Orderu Virtuti Militari.

## Życiorys
Urodził się w rodzinie Wojciecha i Antoniny z Włodarczaków. Absolwent średniej szkoły handlowej. Od 22 sierpnia 1919 do 31 stycznia 1920 był uczniem 18. klasy Szkoły Podchorążych Piechoty.
W odrodzonym Wojsku Polskim  przydzielony do 28 pułku Strzelców Kaniowskich. W jego szeregach walczył na froncie polsko-czechosłowackim, polsko-ukraińskim i polsko-bolszewickim. 22 maja 1920 jako d-ca plutonu śmiałym atakiem zajął wsie Wojtiagi i Golbię. W czasie pościgu na nieprzyjacielem poległ trafiony kulą w brzuch. 23 maja w Kozianach zmarł od odniesionych ran. Za bohaterstwo w walce odznaczony został pośmiertnie Krzyżem Srebrnym Orderu Virtuti Militari.

## Ordery i odznaczenia
- Krzyż Srebrny Orderu Virtuti Militari nr 551 – pośmiertnie 28 lutego 1921[5]